# Braulidae
Braulidae lai ong là một họ Ruồi gồm có 8 loài được xếp vào 2 chi Braula và Megabraula. Đây là các loài không bay, không có cánh và dẹp, và rất khó phân biệt giống như các loài Diptera khác.

## Hình ảnh

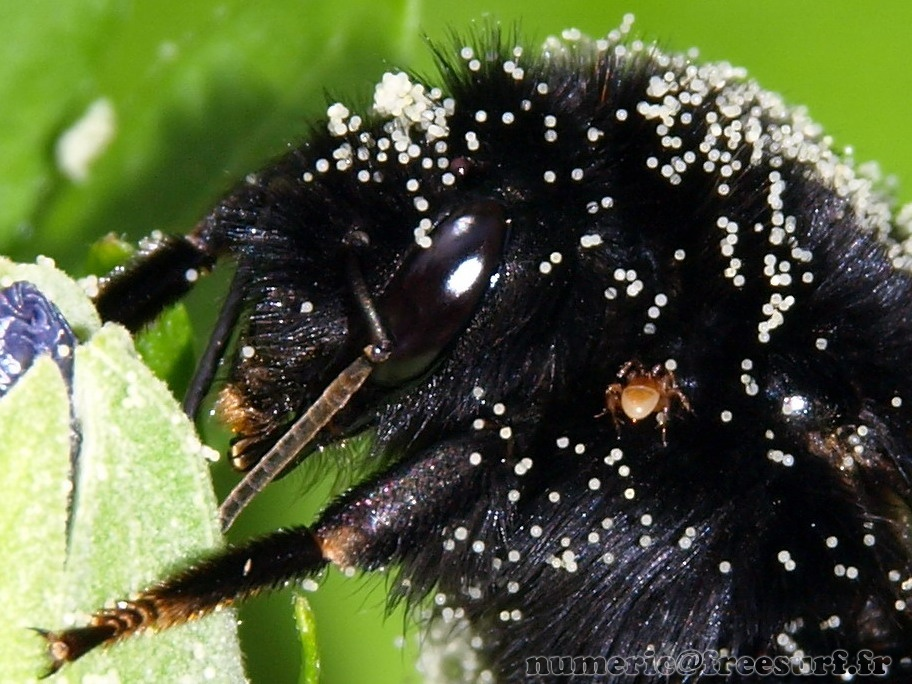
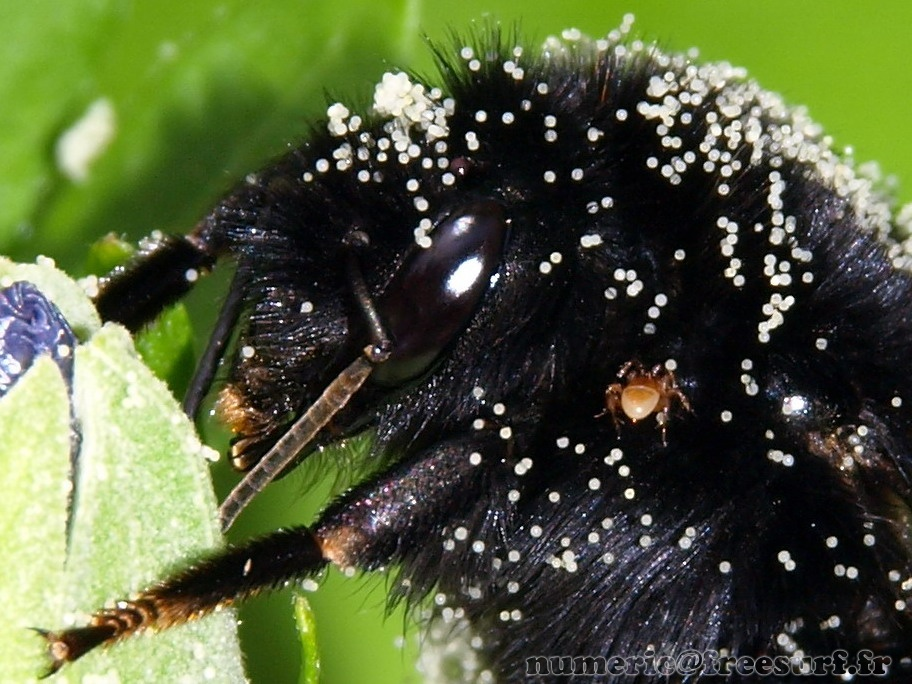